# Усть-Карськ
Усть-Карськ (рос. Усть-Карск) — селище міського типу у складі Стрітенського району Забайкальського краю, Росія. Адміністративний центр та єдиний населений пункт Усть-Карського міського поселення.

## Населення
Населення — 1899 осіб (2010; 2035 у 2002).